# 필리프 우데
필리프 우데(크로아티아어: Filip Ude, 1986년 6월 3일~)는 크로아티아의 전직 체조 선수로 2008년 하계 올림픽에서 남자 안마 은메달을 획득했다. 또한 세계 선수권 대회 안마 부문에서 은메달 1개를 획득했고 유럽 선수권 대회 안마 부문에서 은메달 2개를 획득했다.

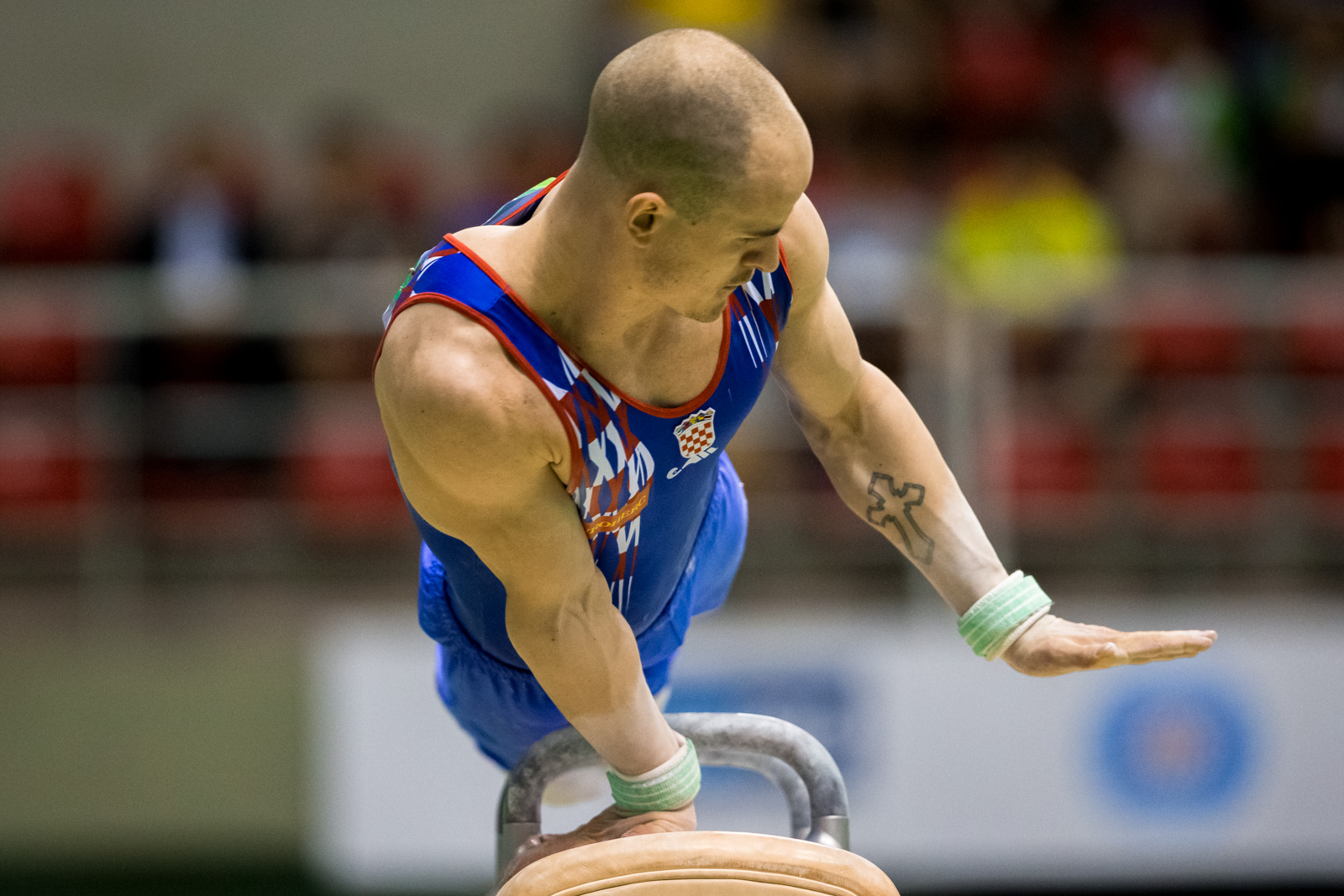
2016년 올림픽 테스트 이벤트 대회 당시의 우데